# Enhydrosoma brevipodum
Enhydrosoma brevipodum is een eenoogkreeftjessoort uit de familie van de Cletodidae. De wetenschappelijke naam van de soort is voor het eerst geldig gepubliceerd in 2004 door Gómez.